# Elof Gertz
Elof Martin Gertz, född 4 maj 1887 i Malmö, död 24 juni 1944 i Lund, var en svensk psykolog och skolman.
Elof Gertz var son till kyrkoherden Jöns Gertz samt bror till Otto och Hans Gertz. Efter mogenhetsexamen i Lund 1907 blev han student vid Lunds universitet, 1914 filosofie magister, 1917 filosofie licentiat samt 1918 filosofie doktor och docent i psykologi där. Gertz var amanuens vid Göteborgs högskolas psykologisk-pedagogiska institution 1919–1920. Efter olika adjunkts- och lektorsförordnande i Göteborg och Lund samt tjänst som extraordinarie lektor vid Folkskoleseminariet i Lund 1922–1923 var han från 1925 till sin död folkskoleinspektör i Lunds stads skoldistrikt. Gertz uppehöll upprepade gånger 1927–1935 professuren i psykologi och pedagogik vid Lunds universitet. Inom sinnesfysiologins och den experimentella pedagogikens områden publicerade han flera arbeten, av vilka de flesta översatts till främmande språk. Hans doktorsavhandling bär titeln Psykofysiska undersökningar över adaptionen inom temperatursinnena (1918). I hans övriga produktion märks ett större arbete om skolbarns skrivhastighet och handstilskvalitet samt psykotekniska prov för användning inom ett statligt ämbetsverk.